# Wenguang Huang
Wenguang Huang és un escriptor, traductor i periodista xinès nascut a Xi'an el 1965 fill d'un comunista decebut. Després de Tiananmen va residir als Estats Units on va fer un doctorat. Crític amb el comunisme i amb el règim actual xinès. Com a periodista els seus escrits s'han publicat al The Wall Street Journal Asia, Chicago Tribune, The Paris Review, Asia Literary Review i The Christian Science Monitor. El 2007 va rebre el PEN Translation Fund.

## Obres
- "The Little Red Guard"(2012). Escrita en anglès. L'autor la vol publicar en xinès tot escrivint-la de nou i introduint nous capítols. S'ha publicat en castellà per l'editorial Libros del Asteoride com a "El pequeño guardia rojo".
- "Death in the Lucky Holiday Hotel: Murder, Money and an Epic Power Struggle in China". N'és coautor juntament amb [Pin Ho]. Cronica sobre el cas [Bo Xilai] i la seva esposa.